# Velká tovaryšstva

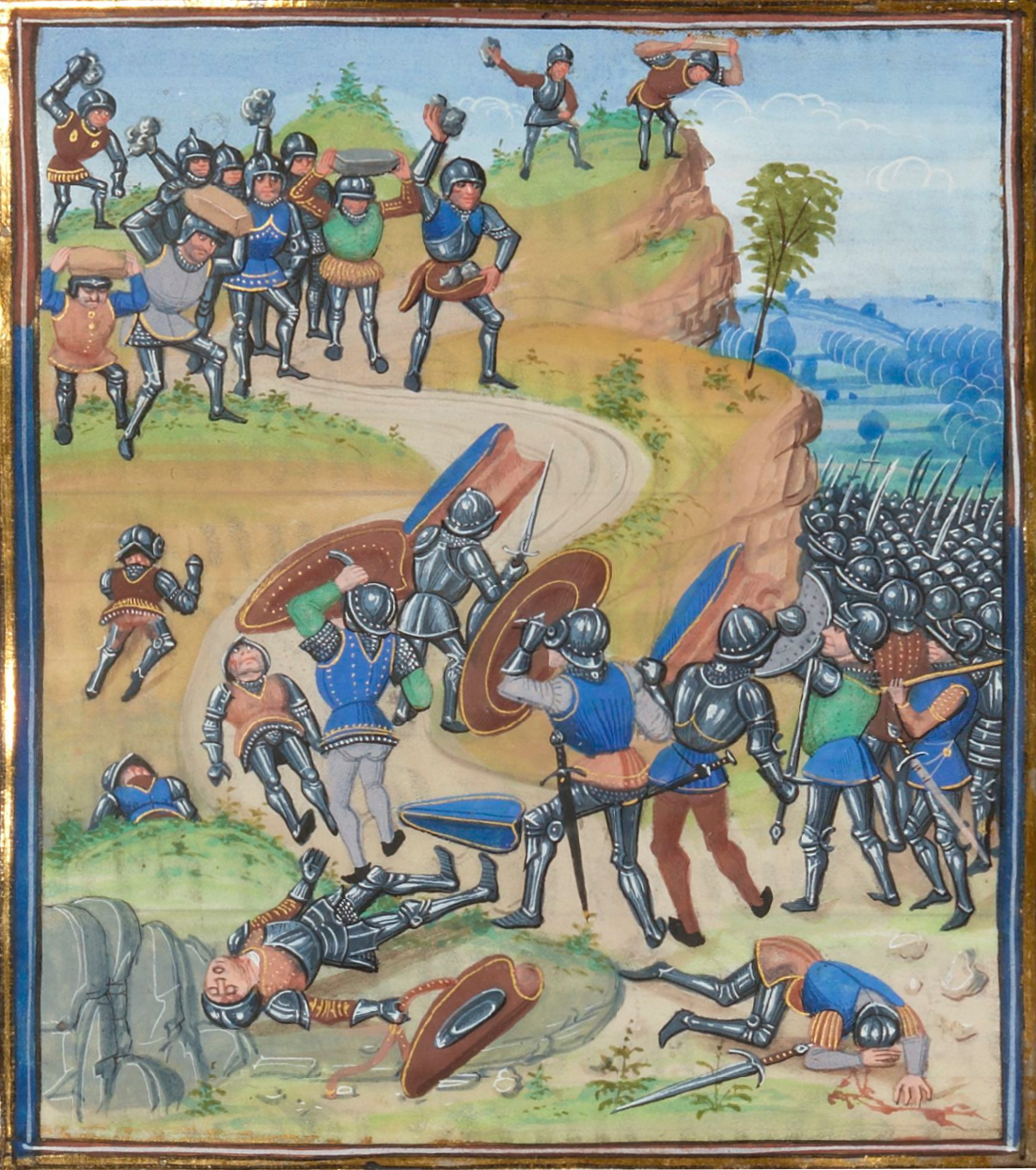
Tard-venus vítězí v bitvě u Brignais u Lyonu; iluminace z Letopisů Jeana Froissarta

Velká tovaryšstva byly oddíly žoldáků rekrutovaných v západní Evropě od 12. století do 15. století, kteří byli v obdobích míru propuštěni a seskupili se, aby žili na úkor obyvatelstva. Žoldákům se říkalo routiéři, ze starofrancouzského route (ozbrojený oddíl), a jejich organizovaným oddílům se říkalo francouzsky grandes compagnies (velké kompanie), anglicky free companies (volné roty).

## Počátky
Velká tovaryšstva se objevila na počátku 12. století v občanské válce v Anglii, kde proti sobě stáli král Štěpán III. a jeho sestřenice Matylda Anglická, matka Jindřicha II., který je po svém nástupu na trůn trvale začlenil do své armády. V 80. letech 12. století nastal podobný jev ve Francii za vlády Filipa II.

## Rozhodující bitevní síla
Velká tovaryšstva tvořila důležité jednotky v armádách Jindřicha II. a poté jeho synů Richarda I. a Jana Bezzemka. Tito ostřílení, organizovaní a na tu dobu velmi mobilní vojáci dokázali rozhodnout bitvy a Jindřichovi II. umožnili získat několik vítězství. Aby porazil Plantagenety musel najmout žoldnéřské roty i francouzský král Filip II. Přestože na začátku své vlády byl Jan Bezzemek bohatší a mocnější než francouzský král, tak když v roce 1204 nezaplatil svým žoldnéřům, přešli někteří do nepřátelského tábora a pomohli Filipovi II. dobýt hrad Gaillard.

## Francie
Velká tovaryšstva se nazývají francouzsky grandes compagnies a jejich příslušníkům se říkalo také ribauds nebo cottereaux.

### 12. a 13. století
Routiéři pocházeli z rozličných oblastí, většinou však chudých jako Provence a Pyreneje, nebo z přelidněných jako Brabantsko, Flandry a Hegenavsko. Byli nazýváni širokou škálou jmen odvozených zejména od místa jejich původu nebo jejich oblečení. K jejich velitelům patřil i Renaud z Dammartinu.

### 14. století
V oné době si jednotky na válku najímala i jednotlivá knížata, ale v dobách míru nebo příměří žili tito dobrodruzi z drancování a výkupného. Za vlády Jana II. a Karla V. pustošili Francii. V roce 1356 se roty ozbrojenců a banditů rozšířily do oblastí mezi Seinou a Loirou a dopouštěly se nejrůznějších výstřelků. Řádily zejména na silnicích z Paříže do Orléansu, Chartres, Vendôme a Montargis. Jedním z jejich hlavních vůdců byl Velšan jménem Ruffin, který ze svého lupičství zbohatl a stal se rytířem. Tovaryšstva získala výpalné nebo obsadila Saint-Arnoult, Gallardon, Bonneval, Cloyes, Étampes, Châtres, Montlhéry, Pithiviers, Larchant, Milly, Château-Landon, Montargis, Yèlles. Podobně si počínal Robert Knolles v čele anglo-navarrských lupičů na hranicích Normandie, kde získali nejméně 100 000 écu.
Situace se ještě zhoršila po uzavření míru v Brétigny v roce 1360. Anglický král Eduard III. následně rozpustil své nájemné oddíly, ve kterých sloužili cizinci různých národností, zejména Němci. 24. října přikázal svým vojevůdcům, aby vyklidili pevnosti v Champagne, Brie, vévodství a hrabství Burgundsku, Orléansku, Gâtinais, Perche, Chartres, Drouais, Berry, Bourbonsku, Touraine, Auvergne, Périgordu, Quercy, Agenais, Normandii, Anjou a Maine. Žoldnéři byli propuštěni i na francouzské straně. Sdružili se do několika seskupení. John Hawkwood velel oddílům nazývaným Bílá kumpanie (francouzsky Compagnie Blanche). Pod veliteli Petit Meschinem a Seguinem de Badefol táhli tzv. Tard Venus z Burgundska do Languedocu.

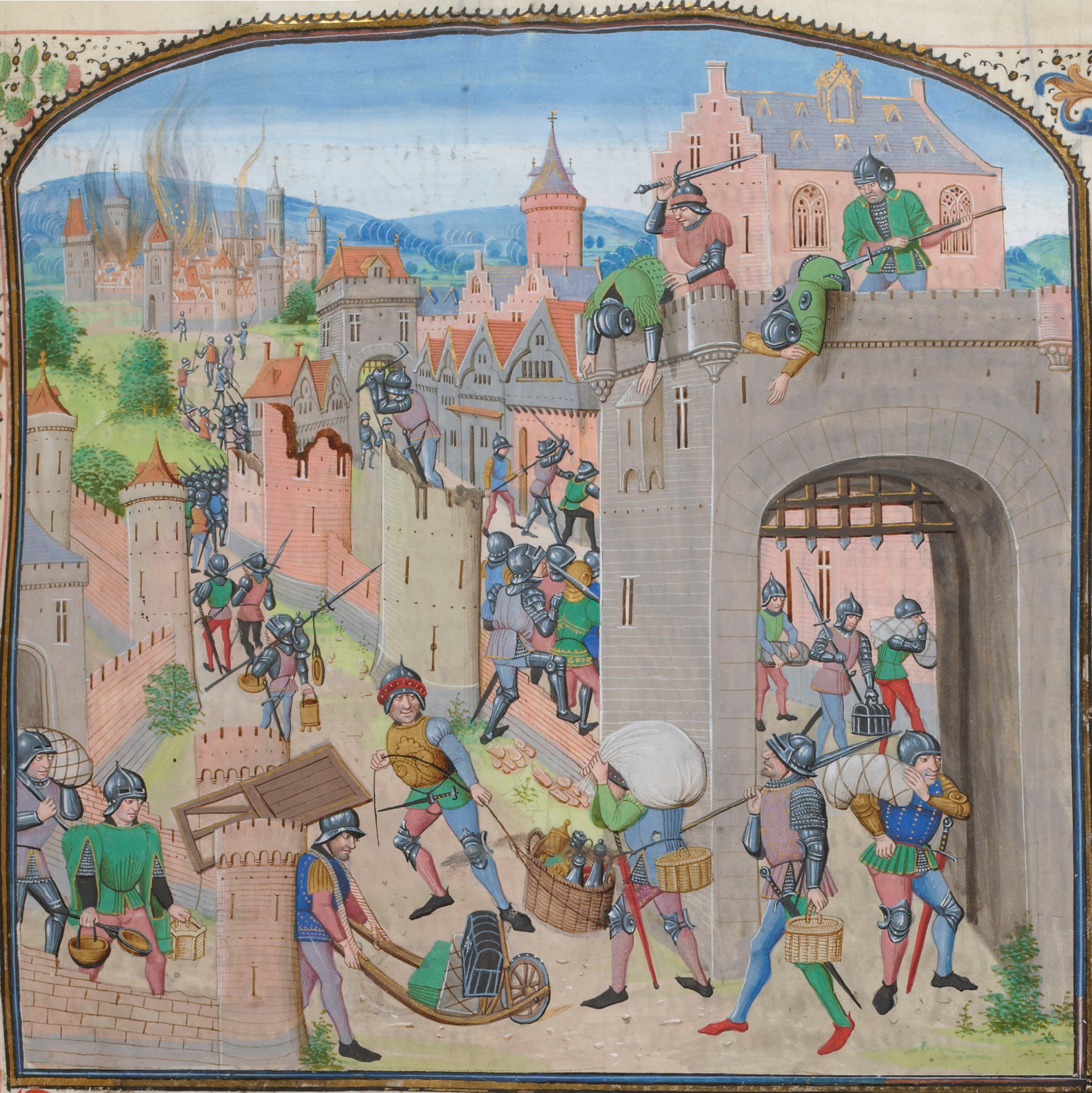
Žoldnéři drancují v roce 1381 Grammont; iluminace z Letopisů Jeana Froissarta

Boj proti tovaryšstvům se stal jedním z hlavních úkolů Jana II po návratu ze zajetí. Snažil se je rozeštvat proti sobě. Místo toho, aby s nimi válčil, přijal Filip II. Burgundský do svých služeb Arnauda de Cervole známého jako arcikněz, jehož vojska drancovala Burgundsko. Aby přestal rabovat, obdržel tento routiér od něj a od krále vysokou odměnu. Tato strategie se ukázala jako katastrofální a skončila porážkou Brignais, kde byly královské síly pod vedením Jakuba I. Bourbonského poraženy, částečně i kvůli zradě arcikněze. Podobně se zachoval v bitvě u Cocherel, kde vyjednával s navarrskými a poté pod záminkou průzkumu opustil bojiště. Vévoda Filip musel vynaložit veškerou svoji diplomacii, aby uklidnil hněv nového krále Karla V., přesto však nadále Arnauda de Cervole podporoval, a dokonce ho určil za kmotra svého prvního syna. Ovšem s nástupem Karla V. se situace začala měnit. Obnovení královské autority a ekonomiky si vynutilo vymýcení žoldnéřských tovaryšstev, která ničila zemi a Karel V. dal jasně najevo, že království již není útočištěm lupičů. Reorganizoval armádu tím, že její organizaci v rámci každého knížectví přenesl na své bratry. Tím vytvořil malé armády složené z ostřílených dobrovolníků pod velením zkušených a loajálních vůdců jako Bertrand du Guesclin. Celá země se rychle zorganizovala proti žoldnéřským tovaryšstvům. Přestal s routiéry vyjednávat a zavázal šlechtu, města a rolníky, aby do boje s nimi vyslali kontingenty mužů. Zajaté francouzské routiéry nechal popravit a pro zajaté cizince stanovil výkupné. Filipa Burgundského vyslal v čele jedné z armád do Normandie a Beauce, kdežto do Burgundska vyslal Huguese Aubriota, budoucího pařížského probošta, aby ztěžoval život arciknězi. Když v roce 1365 skončila válka o bretaňské dědictví, bylo demobilizováno mnoho bretaňských válečníků, kteří se seskupili do žoldnéřských rot. V roce 1365 přijel Filip II. a jeho strýc Karel IV. do Avignonu s návrhem, aby Urban V. zafinancoval křížovou výpravu. Papeže napadlo, že se jí  zúčastní tato žoldnéřská tovaryšstva, a Filip II. uvěřil, že se tak zbaví Arnauda de Cervole. Arcikněz odešel s armádou, ale neprošel Štrasburkem, protože města uzavřela před routiery své brány. Křížová výprava zpustošila Lotrinsko, Vogézy a břehy Rýna. Návrh, aby se křižáci přepravili po moři, selhala pro nesouhlas routiérů. Následujícího roku 1366 Arnauda de Cervole zavraždil jeden z jeho vlastních mužů.
Aby Francii ulehčil, dostal konstábl Bertrand Du Guesclin za úkol převést tyto jednotky do Španělska a přenést boj s Angličany mimo francouzskou půdu tím, že podpoří králova spojence Jindřicha Kastilského v boji o kastilský trůn proti jeho nevlastnímu bratrovi Petrovi I. Král přesvědčil papeže, který se také potřeboval zbavit těchto žoldáků, aby zafinancoval křížovou výpravu proti Granadskému emirátu. Jakmile křížová výprava opustila Francii, byli routiéři, kteří v zemi zůstali, rozprášeni královskými silami. V Kastilii byl dosaženo rychlého vítězství a Jindřich byl korunován 5. dubna 1366. Ale jakmile byli žoldnéři demobilizováni, získal je Černý princ, který podporoval Petra I., a v bitvě u Nájera Jindřicha porazil a Bertranda du Guesclin zajal. Přestože se Petr I. znovu dostal k moci a Jindřich musel opět uprchnout do Francie, žoldnéřské jednotky byly zmasakrovány, protože Petr I. neměl na jejich zaplacení a Černý princ se vrátil do Akvitánie. Zbytky žoldnéřů se nicméně vracely do Francie, odkud v roce 1367 odešel papež do Říma. V roce 1368 byli žoldnéři remobilizováni, aby pomohli Jindřichovi získat zpět jeho korunu za podpory Ludvíka z Anjou, který si dělal zálusk na Provence a také je chtěl vyžít k nátlaku na papeže. Routiéři plenili Provence, např. Vire. Na její ochranu se postavila Johanka I. Neapolská a Filip z Anjou poslal žoldnéře pod velením Bertranda Du Guesclin podpořit Jindřicha Kastilského. Přesto část žoldnéřských tovaryšstev odešla na sever a vyplenila Auvergne a Berry, zatímco vévoda Jan z Berry byl stále držen jako rukojmí v Anglii. Král se proti jejich postupu v Burgundsku bránil taktikou spálené země a nechal posádky pouze v pevnostech. Kvůli nedostatku zásob se routiéři vydali na Paříž, odkud byli královskou armádou obráceni k Poitou, kde pod vedením Johna Creswella a Folcquina Lallemanta dobyli Château-Gontier. Nakonec je král Karel V. zaplatil a v roce 1369 je začlenil do francouzské armády, která se později podílela na znovudobytí území přiznaných Anglii smlouvou z Brétigny.

### 15. století
K předním velitelům žoldnéřů na konci stoleté války patřili Jean de Dunois, známý jako Bastard orleánský,  Etienne de Vignolles, známý jako La Hire, a Jean Poton de Xaintrailles. Ale po jejím ukončení smlouvou z Arrasu v roce 1435 nastalo další řádění routiérů. Největšími tovaryšstvy byli tzv. Écorcheurs a Coquillards, složení především z Alsasanů a Švýcarů.

## Itálie
V Itálii se žoldnéřská tovaryšstva objevila na přelomu 12. a 13. století a říkalo se jim italsky compagnia di ventura. Jednalo se o bandy složené z profesionálních vojáků, většinou z nižších společenských vrstev, připravených zabíjet a být zabiti pro peníze nebo pro jakoukoli kořist. Většina italských knížat používala tyto profesionální jednotky k veden válek až do 15. století, protože jejich muži měli vysokou úroveň výcviku a byli odborníky v používání nových zbraní. První jednotkou velkého významu byla Compagnia di San Giorgio, vytvořená Mastinem II. della Scala pod velením Lodrisia Viscontiho, která zkusila dobýt Milán a byla poražena v bitvě u Parabiaga. Poslední slavné tovaryšstvo bylo to, kterému velel kondotiér Giovanni dalle Bande Nere na začátku 16. století.

## Španělsko
Ve Španělsku působili žoldnéři zejména v reconquistě od 13. do 15. století ve službách Aragonie a Kastilie. V jejich službách působily žoldnéřské skupiny i mimo Pyrenejský poloostrov jako například Almogavres, kterou vyslali na počátku 14. století z Aragonie na pomoc byzantskému císaři Androniku II Palaiologovi proti Turkům.